# Joshua Allen
Joshua Allen (født 13. marts 1989) er en amerikansk hiphopdanser, som vandt So You Think You Can Dance i 2008.